# Peltephilus
Peltephilus — викопний рід неповнозубих ссавців, що існував в Південній Америці впродовж олігоцену та міоцену (29-11,6 млн років тому).

## Скам'янілості
Численні рештки тварини виявлені в Аргентині, Чилі та Болівії.

## Опис
Це був досить великий броненосець, завдовжки до 1,5 м та вагою 70-90 кг. Тіло захищали 15 рядів рогових пластин. Незахищене черево було вкрите густою шерстю. Відмінною особливістю тварини були пірамідальні рогоподібні вирости на голові, що утворилися завдяки розрослим щиткам (лат. scutum). Подібні вирости відомі також у північноамериканського міоценового гризуна Ceratogaulus. Призначення виростів не зрозуміле: можливо, роги захищали очі під час риття нір, або вони служили статевою ознакою для самців. Peltephilus мав великі міцні кігті, що були пристосовані для риття. Трикутна форма зубів вказують на м'ясоїдну дієту, хоча деякі автори (Vizcaino and Farina, 1997) вважають його травоїдним.